# Setaria adhaerens
Setaria adhaerens é uma espécie de planta com flor pertencente à família Poaceae. 
A autoridade científica da espécie é (Forssk.) Chiov., tendo sido publicada em Nuovo Giornale Botanico Italiano, n.s. 26: 77. 1919.

## Portugal
Trata-se de uma espécie presente no território português, nomeadamente em Portugal Continental e no Arquipélago dos Açores.
Em termos de naturalidade é introduzida nas duas regiões atrás indicadas.

## Protecção
Não se encontra protegida por legislação portuguesa ou da Comunidade Europeia.